# جيمس سميث (لاعب كرة قدم)
جيمس سميث (بالإنجليزية: Jamie Smith)‏  (و. 1980  م) هو لاعب كرة قدم، من المملكة المتحدة، يلعب كلاعب وسط.

## مسيرته الكروية
لعب جيمس سميث خلال مسيرته الاحترافية مع 5 أندية في ستة عشر موسمًا وسجل خلالها 23 هدفًا ضمن 225 مباراة. حيث فاز في موسمين بالكأس وفي أربعة مواسم بالدوري.
خاض جيمس سميث مسيرته مع نادي ليفينغستون لكرة القدم في موسم 1999–00 لمدة موسم واحد، مشاركًا في 6 مباريات سجل خلالها هدفًا واحدًا. ثم انتقل إلى نادي سلتيك في موسم 2000–01 ليلعب معه أربعة مواسم، حيث شارك في 42 مباراة سجل خلالها هدفين. لينتقل بعدها إلى نادي أدو دين هاغ في موسم 2004–05 لمدة موسم واحد، مشاركًا في 30 مباراة سجل خلالها هدفًا واحدًا. ثم انتقل إلى نادي أبردين في موسم 2005–06 ليلعب معه أربعة مواسم، مشاركًا في 85 مباراة سجل خلالها 12 هدفًا. هذا وانتقل لاحقًا إلى نادي كولورادو رابيدز في موسم 2009 ليلعب معه خمسة مواسم، مشاركًا في 62 مباراة سجل خلالها 7 أهداف.

## روابط خارجية
- جيمس سميث على موقع الدوري الأمريكي (الإنجليزية)
- جيمس سميث على موقع قاعدة بيانات كرة القدم.إي يو (الإنجليزية)
- جيمس سميث على موقع ناشيونال فوتبول تيمز (الإنجليزية)
- جيمس سميث على موقع Soccerbase.com (لاعب) (الإنجليزية)